# فاروق جنجون
فاروق جنجون (عربی: فاروق جنجون؛ ۳۰ ژوئن ۱۹۵۵ –  ۱۹ آوریل ۲۰۱۷) ورزشکار بوکس اهل عراق بود. وی از سوی کشورش در بازی‌های المپیک تابستانی ۱۹۸۰ حضور داشت.